# The Old Kit Bag
The Old Kit Bag je desáté sólové studiové album britského zpěváka a kytaristy Richarda Thompsona, vydané v únoru 2003 u vydavatelství Cooking Vinyl. Nahráno bylo během předchozího roku v Hollywoodu a o produkci se staral John Chelew.

## Seznam skladeb
Autorem všech skladeb je Richard Thompson.
| Pořadí | Název                            | Délka |
| ------ | -------------------------------- | ----- |
| 1.     | Gethsemane                       | 6:03  |
| 2.     | Jealous Words                    | 4:17  |
| 3.     | I'll Tag Along                   | 3:40  |
| 4.     | A Love You Can't Survive         | 5:27  |
| 5.     | One Door Opens                   | 4:19  |
| 6.     | First Breath                     | 7:16  |
| 7.     | She Said It Was Destiny          | 4:23  |
| 8.     | I've Got No Right to Have It All | 4:12  |
| 9.     | Pearly Jim                       | 4:18  |
| 10.    | Word Unspoken, Sight Unseen      | 4:25  |
| 11.    | Outside of the Inside            | 6:24  |
| 12.    | Happy Days and Auld Lang Syne    | 3:58  |

## Obsazení
- Richard Thompson – kytara, mandolína, akordeon, harmonium, zpěv
- Judith Owen – doprovodné vokály
- Danny Thompson – kontrabas
- Michael Jerome – bicí, perkuse, doprovodné vokály